# Philippe Riboud
Philippe Riboud (Lione, 9 aprile 1957) è un ex schermidore francese, vincitore di due medaglie d'oro, due d'argento e due di bronzo nella scherma ai giochi olimpici.